# رايموند جون مور
رايموند جون مور هو عالم نبات كندي، ولد في 1918، وتوفي في 1988.